# Síndrome GRACILE
El síndrome GRACILE es una enfermedad mitocondrial rara y hereditaria causada por una mutación en el gen BCS1L localizado en el cromosoma 2 humano (2q35). Los niños afectados presentan bajo peso al nacer y desarrollan una acidosis láctica muy grave en el primer día de vida acompañada de aminoaciduria. El nombre de la afección es un acrónimo formado por las iniciales en inglés de los síntomas principales: GR growth retardation (retraso del crecimiento), A aminoaciduria, C colestasis, I iron overload (sobrecarga de hierro), L Lactic acidosis (acidosis láctica), E Early death (muerte prematura). Es especialmente frecuente en Finlandia donde se presenta un caso por cada 50 000 nacimientos y muy raro en el resto del mundo, por lo que se incluye dentro del grupo de enfermedades conocidas como enfermedades de herencia finlandesa. El pronóstico es malo, produciéndose la muerte en los niños afectados antes de alcanzar los 4 meses de edad.